# Matthias Reim

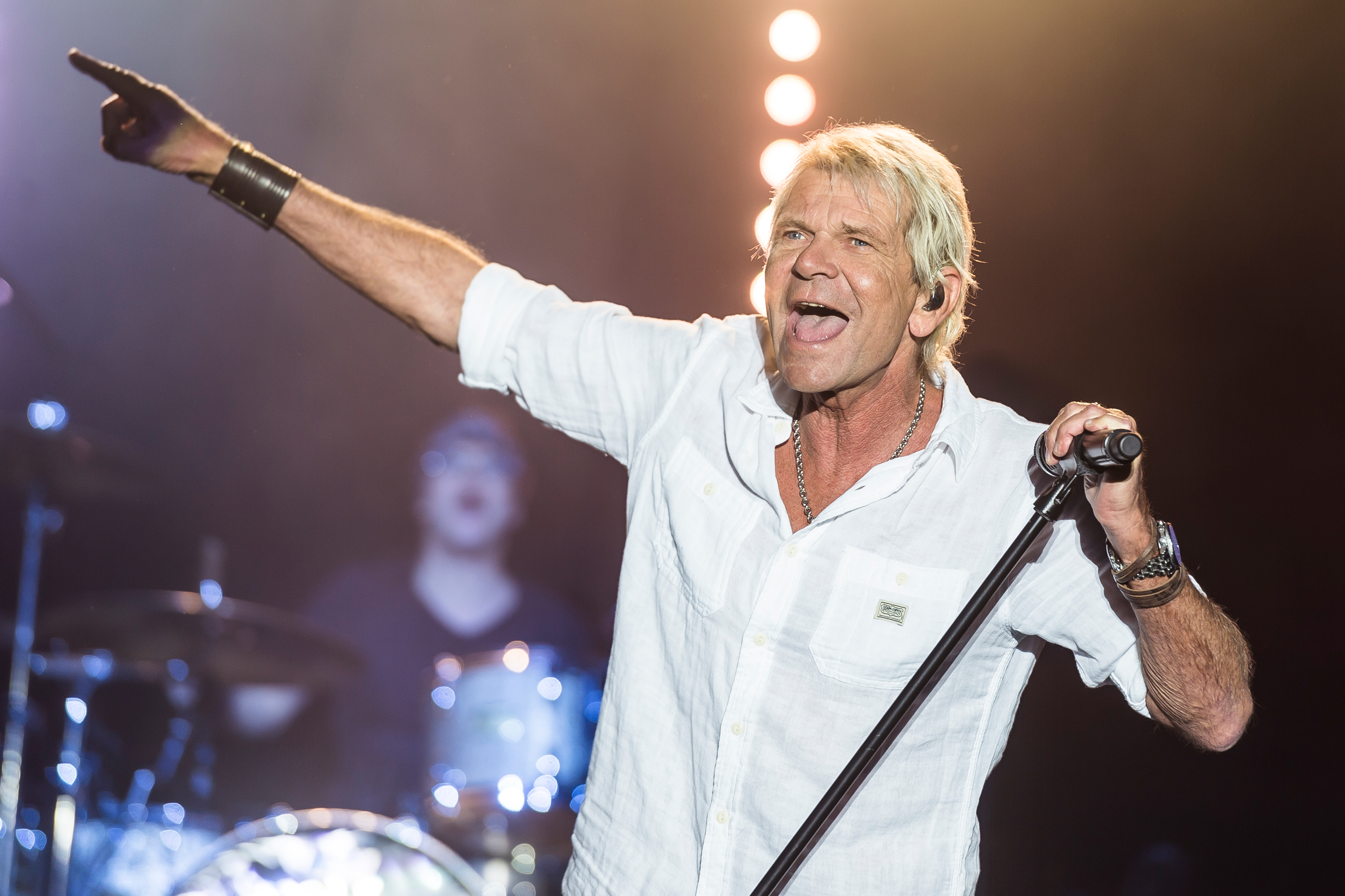
Matthias Reim (2016)

Matthias Reim (* 26. November 1957 in Korbach) ist ein deutscher  Pop-, Rock- und Schlagersänger.
Seine kommerziell erfolgreichste Veröffentlichung landete Reim 1990 mit Verdammt, ich lieb’ Dich. Die Single wurde weltweit 2,5 Millionen Mal verkauft und stand insgesamt 16 Wochen lang – vom 18. Mai bis zum 6. September – auf Platz 1 der deutschen Musikcharts. Von 1971 bis 2017 stand keine Single ohne Unterbrechung länger auf Platz 1.

## Biografie

### 1957–1980: Herkunft und Ausbildung
Reim ist in Homberg (Efze) in Hessen aufgewachsen. Sein Vater war Schulleiter des Gymnasiums in Homberg. Nach dem Abitur begann Reim an der Georg-August-Universität Göttingen ein Studium der Germanistik und Anglistik, welches er jedoch zugunsten der Musik vernachlässigte und nicht abschloss.

### 1980–1990: Frühe Jahre
Er spielte unter anderem in den Bands Airway aus Bad Wildungen und Aqua aus Kassel. Erste eigene Tonträgerveröffentlichungen mit den Bands Fallen Dice und Fair Fax brachten keinen kommerziellen Erfolg. 1984 veröffentlichte er beim Label Hansa seine erste Solo-Single Von fernen Sternen. In der zweiten Hälfte der 1980er Jahre war er als Komponist im Schlagerbereich für Bernhard Brink, Jürgen Drews, Roy Black und Tina York tätig.

### 1990–2000: Durchbruch mitVerdammt, ich lieb’ Dich– diePolydor-Jahre
1990 kam der musikalische Erfolg. Der mit Matthias Reim befreundete Sänger Bernhard Brink vermittelte die Demoaufnahme an den ZDF-Moderator Wim Thoelke, dem die Aufnahme so gefiel, dass er den Sänger in seine Show Der große Preis einlud. Dieser Auftritt am 18. April 1990 verhalf Reim zum Durchbruch.
Das erste Album Reim erschien im Juni 1990. Bis 1999 wurden sechs weitere Alben bei Polydor veröffentlicht. Das vierte Album Zauberland erschien 1995 zusätzlich als englischsprachige Version in Kanada unter dem Namen Wonderland. Der kommerzielle Erfolg seiner Veröffentlichungen ließ im Verlauf der 1990er Jahre kontinuierlich nach. Erreichten seine ersten beiden Alben Reim (1990) und Reim 2 (1991) noch die Top 10 der deutschen Albumcharts, verpassten andere Alben eine Platzierung ganz, so Alles klar (1995), oder kamen nicht über Rang 50 hinaus, so Sensationell (1998, Rang 51).

### 2000–2015: Verschuldung und Comeback beiElectrolaundCapitol
Reim konnte den Erfolg nicht wiederholen, sondern hatte nach eigenen Angaben schließlich Verbindlichkeiten in Höhe von 13 Millionen Euro. Reim beschuldigte seinen ehemaligen Manager Alfred Reimann, ihn durch Misswirtschaft in eine finanzielle Krise getrieben zu haben. Reimann, dem Reim 1990 eine Generalvollmacht über seine Geschäfte übertragen hatte, habe sich beim Kauf von Immobilien und Firmen verspekuliert. Im Sommer 2007 parodierte er seine Single Verdammt ich lieb’ Dich in einem Sixt-Werbespot. Darin singt er, in Anspielung auf seine Schulden, Verdammt, ich hab nichts, ich miet bei Sixt.
Nach einem verkürzten Insolvenzverfahren ist Reim seit April 2010 wieder schuldenfrei.

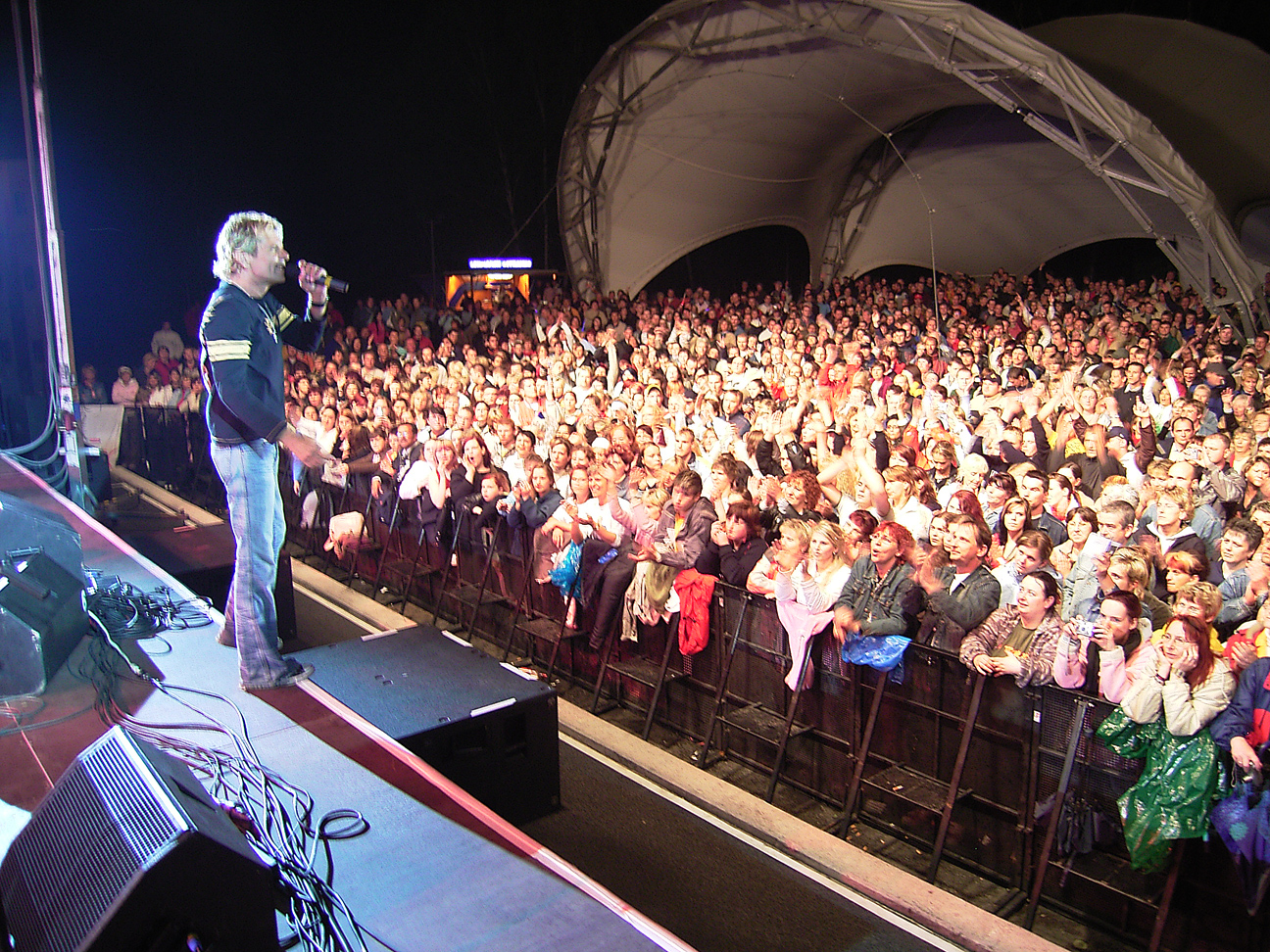
Konzert im Familiengarten Eberswalde am 27. Mai 2006

Kommerziell gelang ihm durch den Wechsel von Polydor zur Plattenfirma EMI und deren Labels Electrola und Capitol Records ein Comeback. 2000 erschien mit Wolkenreiter das erste Album dieser Werkphase. Seit dem Jahr 2003 (Reim (2003)) erreichte er mit jedem seiner Studioalben den Einstieg in die Top 10 der deutschen Albumcharts. 2013 brachte Reim das Album Unendlich auf den Markt. Damit erreichte er nach seinem Debüt aus dem Jahr 1990 erstmals wieder Platz 1 der deutschen Albumcharts.

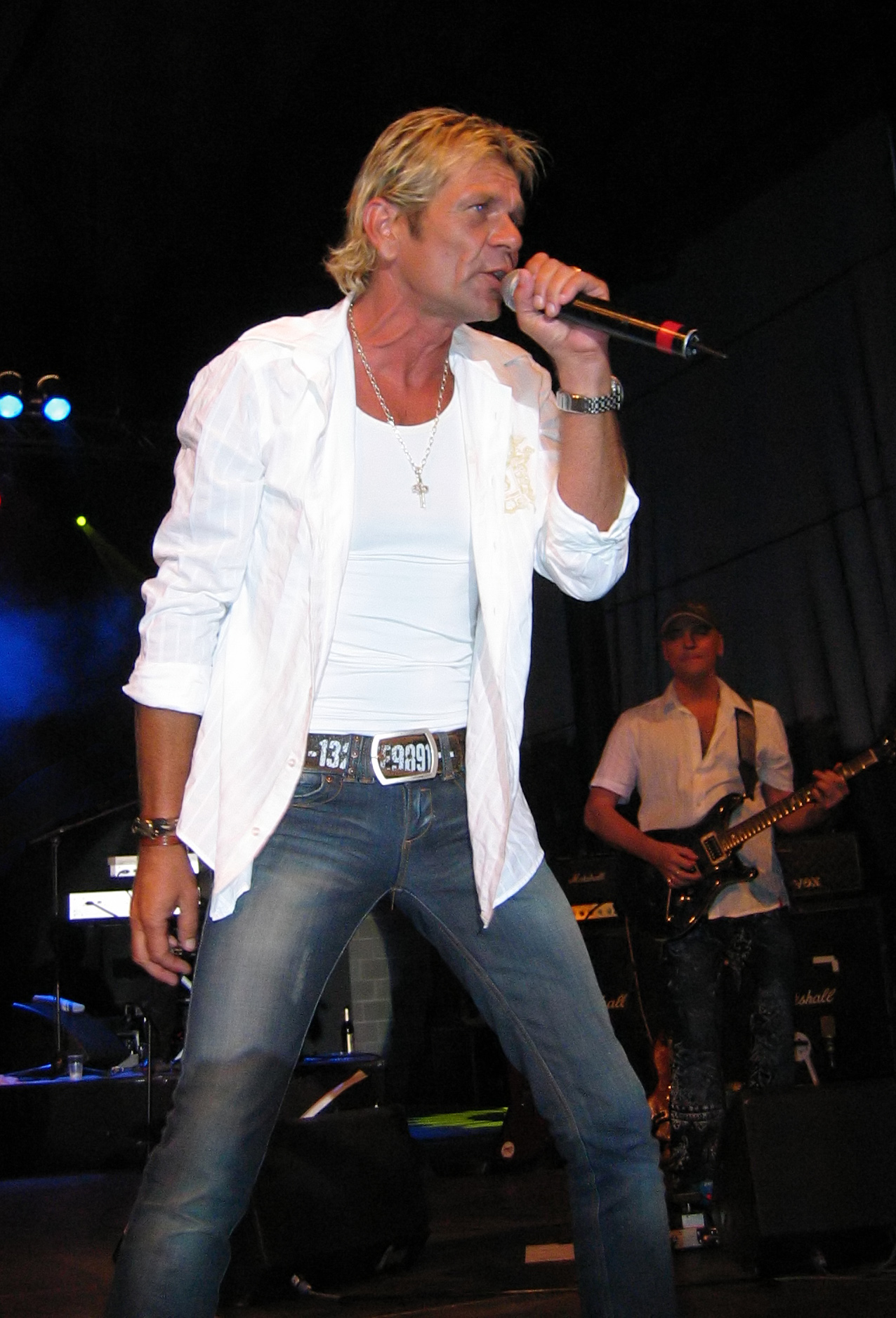
Konzert im Familiengarten Eberswalde am 24. August 2007

2015 war Reims Jubiläumsjahr – 25 Jahre nach seinem Erfolg mit Verdammt ich lieb’ Dich. Dazu wurde auch eine Sammler-Box verkauft, die auch kontrovers diskutiert wurde und unter anderem von Jan Böhmermann und Oliver Kalkofe satirisch behandelt wurde. Krankheitsbedingt mussten jedoch viele Konzerte sowie eine Albumveröffentlichung und DVD-Aufzeichnung abgesagt und auf das Jahr 2016 verschoben werden.

### Ab 2016: Weitere Musikkarriere beiRCA Records
Für sein im April 2016 veröffentlichtes Album Phoenix wechselte Matthias Reim von Capitol Records zu RCA Records. Seither erschienen die drei Studioalben Meteor (März 2018), MR20 (Oktober 2019) und Matthias (Januar 2022).
Am 26. April 2024 veröffentlichte Reim das Album Zeppelin.

## Weitere künstlerische Aktivitäten
Im Mai 2019 wirkte Reim als Schauspieler im Kinofilm Schatten über dem Bodensee mit.

## Werk
Der Sänger komponiert, textet, mischt und spielt seine Lieder überwiegend selbst. Mehrjährige musikalische Partner, mit denen zusammen er seine Lieder schrieb und produzierte, waren Bernd Dietrich (1989/1990 sowie 2001/2002), Christoph Brüx (1995–1997), Thorsten Brötzmann (2000–2016), Joachim Horn-Bernges (2000–2016) und André Franke (2003–2015).
Mit seiner ehemaligen Lebensgefährtin, der Schlagersängerin Michelle, veröffentlichte er zwei erfolgreiche Singles: Idiot (2002) sowie Nicht verdient (2018), die beide die deutschen Single-Charts erreichten.

## Privates

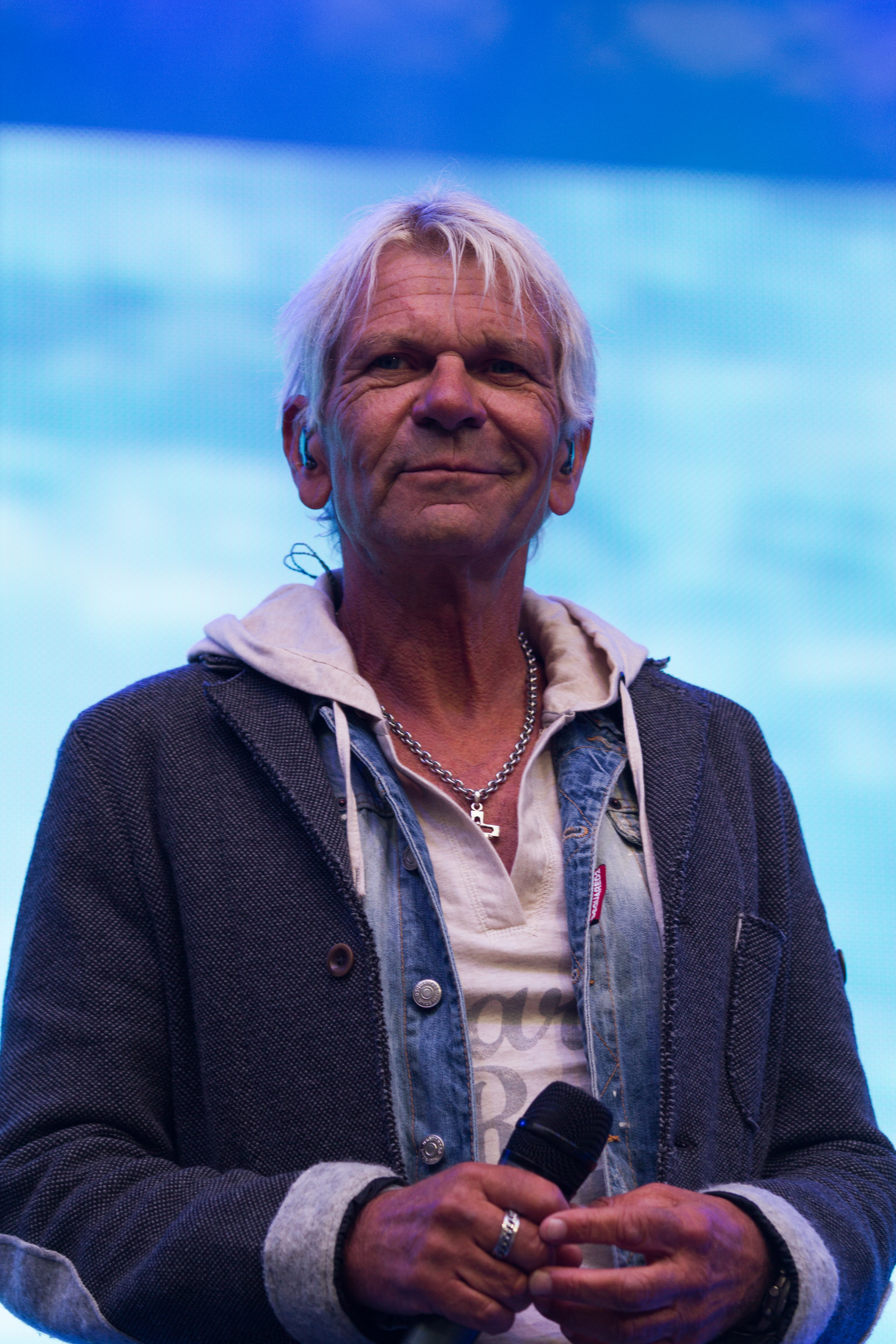
2015 beim 40. Geburtstag von Karat in der Berliner Waldbühne

Reim hat sieben Kinder, fünf Kinder stammen aus seinen vier Ehen.
- Eine Tochter (* 1973). Von ihrer Existenz erfuhr Reim erst 2015.[12]
- 1. Ehe mit Miriam Reim. Ein Sohn (* 1987; † 2022). Aufgrund dessen Behinderung widmete ihm Matthias Reim einen Song (Bastian [Blaulicht in der Nacht]).[12]
- 2. Ehe (8 Jahre) mit Margot „Mago“ Scheuermeyer. Sohn Julian Reim (* 1996), Schlagersänger.[12]
- Beziehung (1999–2001) mit Schlagersängerin Michelle. Tochter Marie Reim (* 2000), Schlagersängerin.
- 3. Ehe (2004–2013 [Trennung]) mit Sarah Stanek. Ein Sohn (* 2004), eine Tochter (* 2008).[12]
- 4. Ehe (⚭ 2020),[13] mit Schlagersängerin Christin Stark (liiert seit 2012).[14][15] Eine Tochter (* 2022).[16]

Im April 2012 zog Reim von Mallorca nach Radolfzell am Bodensee auf die Halbinsel Mettnau. Nach dem Ende seiner dritten Ehe zog er nach Bodman-Ludwigshafen, wo er mit Christin Stark wohnte. Seit Anfang der 2020er Jahre lebt er mit ihr, inzwischen verheiratet, in Stockach.

## Diskografie
Studioalben

| Jahr | Titel Musiklabel                                       | Höchstplatzierung, Gesamtwochen, AuszeichnungChartplatzierungen (Jahr, Titel, Musiklabel, Platzierungen, Wochen, Auszeichnungen, Anmerkungen) | Höchstplatzierung, Gesamtwochen, AuszeichnungChartplatzierungen (Jahr, Titel, Musiklabel, Platzierungen, Wochen, Auszeichnungen, Anmerkungen) | Höchstplatzierung, Gesamtwochen, AuszeichnungChartplatzierungen (Jahr, Titel, Musiklabel, Platzierungen, Wochen, Auszeichnungen, Anmerkungen) | Anmerkungen                                                  |
| Jahr | Titel Musiklabel                                       | DE | AT | CH | Anmerkungen                                                  |
| ---- | ------------------------------------------------------ | --- | --- | --- | ------------------------------------------------------------ |
| 1990 | Reim Polydor (UMG)                                     | DE1 ×3Dreifachplatin · (53 Wo.)DE | AT2 Platin · (29 Wo.)AT | CH1 ×3Dreifachplatin · (32 Wo.)CH | Erstveröffentlichung: 15. Juni 1990 Verkäufe: + 1.700.000    |
| 1991 | Reim 2 Polydor (UMG)                                   | DE5 Platin · (31 Wo.)DE | AT6 Gold · (10 Wo.)AT | CH8 Platin · (12 Wo.)CH | Erstveröffentlichung: 23. September 1991 Verkäufe: + 575.000 |
| 1993 | Sabotage Polydor (UMG)                                 | DE11 (16 Wo.)DE | — | CH15 (6 Wo.)CH | Erstveröffentlichung: 10. Mai 1993                           |
| 1994 | Zauberland englische Version: Wonderland Polydor (UMG) | DE26 (10 Wo.)DE | — | CH47 (3 Wo.)CH | Erstveröffentlichung: 19. September 1994                     |
| 1995 | Alles klar Polydor (UMG)                               | — | — | — | Erstveröffentlichung: 29. September 1995                     |
| 1997 | Reim 3 Polydor (UMG)                                   | DE40 (6 Wo.)DE | — | — | Erstveröffentlichung: 17. März 1997                          |
| 1998 | Sensationell Polydor (UMG)                             | DE51 (3 Wo.)DE | — | — | Erstveröffentlichung: 20. April 1998                         |
| 2000 | Wolkenreiter Electrola (EMI)                           | DE33 (11 Wo.)DE | — | — | Erstveröffentlichung: 26. Mai 2000                           |
| 2002 | Morgenrot Electrola (EMI)                              | DE16 (11 Wo.)DE | AT52 (4 Wo.)AT | CH74 (3 Wo.)CH | Erstveröffentlichung: 22. Februar 2002                       |
| 2003 | Reim (2003) Electrola (EMI)                            | DE4 Gold · (10 Wo.)DE | AT19 (5 Wo.)AT | CH44 (4 Wo.)CH | Erstveröffentlichung: 15. August 2003 Verkäufe: + 100.000    |
| 2005 | Unverwundbar Electrola (EMI)                           | DE7 Gold · (11 Wo.)DE | AT32 (4 Wo.)AT | — | Erstveröffentlichung: 16. September 2005 Verkäufe: + 100.000 |
| 2007 | Männer sind Krieger Electrola (EMI)                    | DE10 (9 Wo.)DE | AT38 (2 Wo.)AT | — | Erstveröffentlichung: 11. Mai 2007                           |
| 2010 | Sieben Leben Electrola (EMI)                           | DE5 Gold · (34 Wo.)DE | AT17 (7 Wo.)AT | CH56 (2 Wo.)CH | Erstveröffentlichung: 29. Oktober 2010 Verkäufe: + 100.000   |
| 2013 | Unendlich Electrola (EMI)                              | DE1 Platin · (30 Wo.)DE | AT9 (8 Wo.)AT | CH28 (5 Wo.)CH | Erstveröffentlichung: 25. Januar 2013 Verkäufe: + 200.000    |
| 2014 | Die Leichtigkeit des Seins Electrola (UMG)             | DE2 Gold · (18 Wo.)DE | AT11 (7 Wo.)AT | CH34 (2 Wo.)CH | Erstveröffentlichung: 2. Mai 2014 Verkäufe: + 100.000        |
| 2016 | Phoenix RCA Records (Sony)                             | DE2 Gold · (17 Wo.)DE | AT10 (3 Wo.)AT | CH16 (3 Wo.)CH | Erstveröffentlichung: 15. April 2016 Verkäufe: + 100.000     |
| 2018 | Meteor RCA Records (Sony)                              | DE3 (20 Wo.)DE | AT12 (4 Wo.)AT | CH19 (3 Wo.)CH | Erstveröffentlichung: 23. März 2018                          |
| 2019 | MR20 RCA Records (Sony)                                | DE3 Platin · (51 Wo.)DE | AT15 (9 Wo.)AT | CH22 (11 Wo.)CH | Erstveröffentlichung: 25. Oktober 2019 Verkäufe: + 200.000   |
| 2022 | Matthias RCA Records (Sony)                            | DE2 (43 Wo.)DE | AT5 (8 Wo.)AT | CH6 (12 Wo.)CH | Erstveröffentlichung: 14. Januar 2022                        |
| 2024 | Zeppelin Hansa Records (Sony)                          | DE4 (6 Wo.)DE | AT5 (3 Wo.)AT | CH11 (2 Wo.)CH | Erstveröffentlichung: 26. April 2024                         |

## Auszeichnungen
- Ballermann-Award, 2011 in der Kategorie Lebenswerk
- Bravo Otto, 1990: „Gold“ in der Kategorie Sänger und 1991: „Gold“ in der Kategorie Sänger
- Goldene Stimmgabel, 1990, 1991, 1992, 2004
- Löwe von Radio Luxemburg, 1990: „Gold“ (Verdammt, ich lieb dich)
- RSH-Gold, 1991 in der Kategorie Künstler National
- Die Eins der Besten, 2025 in der Kategorie Sänger des Jahres für das Erfolgreichste Schlageralbum des Jahres.

## Publikationen (Auswahl)
- Zusammen mit Dieter Weidenfeld: Verdammt, ich leb noch (Autobiografie), Südwest Verlag, München 2011, ISBN 978-3-517-08716-0